# Obecní starší
Obecní starší byl sbor měšťanů, kteří ve středověku a raném novověku spolu s konšely vykonávali v královských a poddanských městech obecní samosprávu. Jejich počet se lišil případ od případu. Spolu s konšely a zástupci obce zasedali v různých specializovaných komisích. Obecní starší si volila sama obec.

## Úřad a jeho kompetence

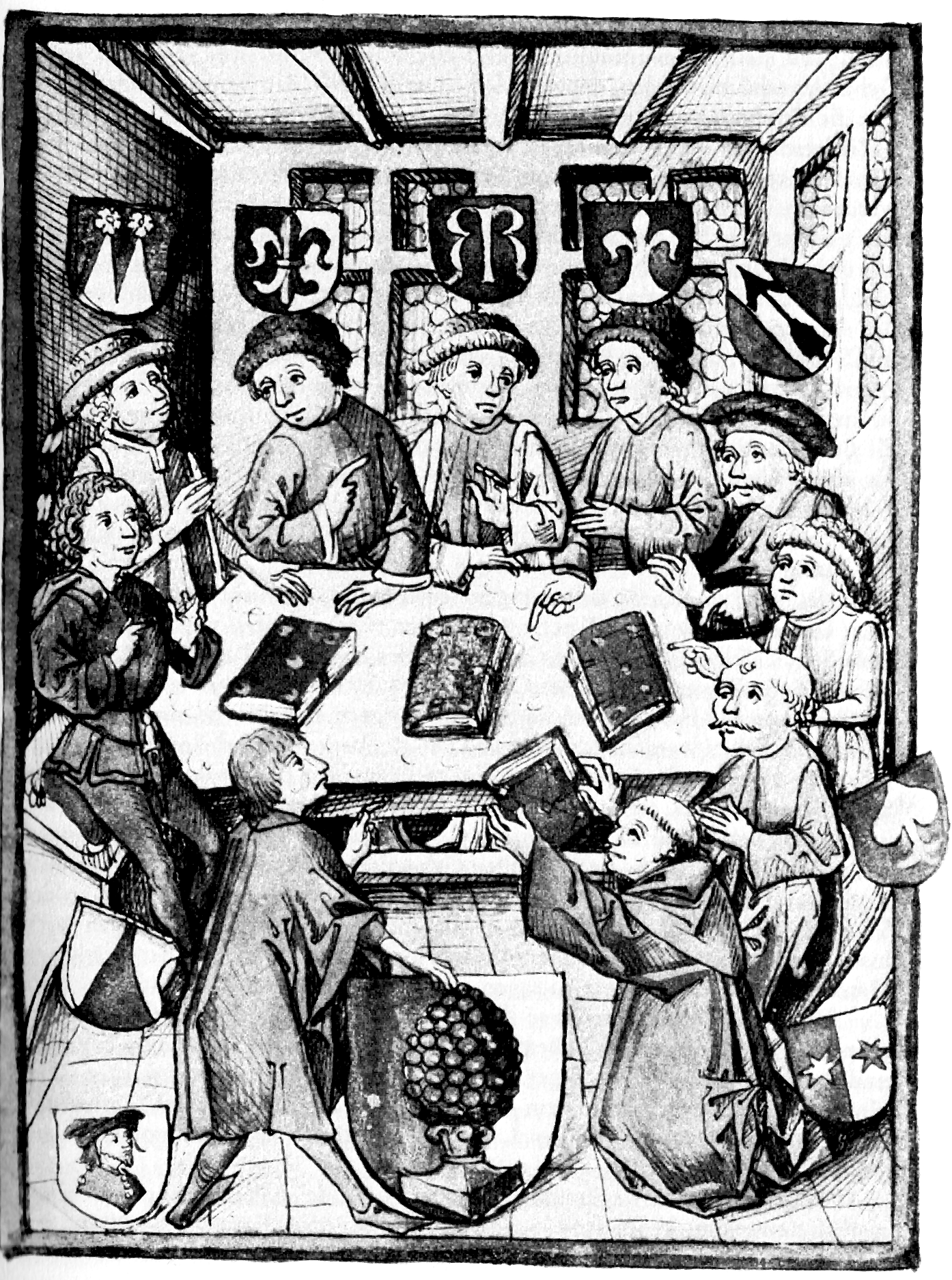
Zasedání městské rady ve středověku

Sbory obecních starších se v Čechách a na Moravě konstituovaly v průběhu 14. století, kdy jsou nazývání latinsky seniores. Počet obecních starších se v jednotlivých městech lišil; i v jejich rámci docházelo časem ke změnám v jejich počtu. Obecně lze konstatovat, že čím větší město, tím rozsáhlejší agendu bylo třeba spravovat a počet obecních starších byl vyšší. Tak v Kutné Hoře jich na konci 16. století bylo okolo stovky, i když na jejich přesném počtu se historikové neshodli. Zatímco Marie Bisingerová uvádí ke konci 16. století 80–90 starších, Marie Kapavíková k roku 1597 napočítala 124 členů tohoto sboru. Například v Žatci působilo 24, v Lounech 12, a v Teplicích 6 obecních starších.
Obecní starší vybírala samotná obec. Jejich sbor byl ale konstituován vždy zároveň s každoročním tzv. obnovováním rady a ustanovováním městských úředníků, jakými byli městský rychtář, případně perkmistr viničních hor. Tento právní akt prováděli v královských městech společně podkomoří a hofrychtéř, případně pouze jeden z těchto zemských úředníků. Obnovování rady, spojené s hoštěním a dary těmto hodnostářům, kladl na města nemalé finanční nároky. Jak konšelé, tak obecní starší zasedali odděleně; každý ze sborů, alespoň ve větších městech, míval na radnici k tomuto účelu samostatnou místnost. Pokud v závažných případech jednaly oba sbory společně, říkalo se jim "obojí rada". 
Rozborem situace v Kutné Hoře a v Lounech se podařilo prokázat, že členství ve sboru obecních starších bývalo předstupněm k přijetí mezi konšely, nikoliv naopak. Z doby, kdy existují matriky, lze vypočíst i věk mužů, ve kterém byli prvně mezi obecní starší jmenováni. V Lounech to v letech 1649–1727 bylo 39,5 let. Obecní starší vykonávali svou funkci, podobně jako konšelé, několik let v řadě. Hlavní náplní jejich činnosti byla práce ve specializovaných komisích, nazývaných "menší úřady", které si zakládal ke své potřebě sbor konšelů. Jejich počet a zaměření se v jednotlivých městech značně lišily. Nejčastěji to byly komise dohlížející na hospodaření ve vsích patřících městu, na chod městských škol, na bezpečnost, na nákup a prodej soli, na správu záduší, na průběh trhů a jarmarků apod. V těchto komisích, které v Lounech bývaly obyčejně šestičlenné, zasedali obecní starší spolu se dvěma konšely a dalšími dvěma zástupci měšťanů. Původním účelem konstituování sboru obecních starších byla kontrola činnosti rady. Protože však starší obecní pocházeli ze stejné společenské vrstvy jako konšelé, byla tato kontrolní funkce značně omezena.